# Magdalena Woźniczka
Magdalena Woźniczka (ur. 11 kwietnia 1997) – polska siatkarka, grająca na pozycji przyjmującej. Od sezonu 2019/2020 jest zawodniczką UKS Szóstka Mielec.
Jej siostra bliźniaczka Maria, również jest siatkarką.

## Sukcesy klubowe
Mistrzostwa Polski Juniorek:
- 2015